# بلوخ ام‌بی.۹۰
بلوخ ام‌بی. ۹۰ (به انگلیسی: Bloch MB.90) یک هواگرد ساختِ کارخانهٔ مارسل داسو در کشور فرانسه است. این هواگرد برای نخستین بار در ۱ ژوئن ۱۹۳۲ میلادی مورد استفاده قرار گرفت.